# Chimère (biologie moléculaire)
Pour les articles homonymes, voir Chimère.
En génétique et en biologie moléculaire, une chimère correspond à une seule séquence d'ADN provenant de plusieurs transcriptions ou séquences parentes. Un tel résultat peut se produire dans divers contextes. Les chimères sont généralement considérées comme un contaminant, car une chimère peut être interprétée comme une nouvelle séquence alors qu'il s'agit en fait d'un artefact. Cependant, la formation de chimères artificielles peut également être un outil utile en biologie moléculaire. Par exemple, en ingénierie des protéines, la « chiméragenèse (formation de chimères entre des protéines qui sont codées par des ADNc homologues) » est l'une des « deux principales techniques utilisées pour manipuler les séquences d'ADNc ».

## Description

### Chimère de transcription
Une chimère peut se matérialiser sous la forme d'une seule séquence d'ADNc provenant de deux transcrits. Elle est généralement considérée comme un contaminant dans les bases de données de transcription et de balise de séquence exprimée (ce qui donne le surnom de chimère BSE ou EST chimera en anglais, EST étant l'acronyme de expressed sequence tag). On estime qu'environ 1% de tous les transcrits de la base de données Unigene du National Center for Biotechnology Information contiennent une « séquence chimérique ».

### Chimère de PCR
Une chimère peut également être un artefact issu de l'amplification par PCR. Cela se produit lorsque l'extension d'un amplicon est interrompue et que le produit résultant joue le rôle d'amorce dans le prochain cycle de PCR. Le produit avorté s'hybride au mauvais brin matrice et continue de s'élonguer, synthétisant ainsi une seule séquence provenant de deux brins matrices différents.
Les chimères de PCR sont une question importante à prendre en compte lors du metabarcoding, où des séquences d'ADN d'échantillons environnementaux sont utilisées pour déterminer la biodiversité. Une chimère sera détectée comme une nouvelle séquence qui ne correspondra probablement à aucun organisme connu. Par conséquent, elle pourrait être interprétée comme une nouvelle espèce, surestimant ainsi la diversité.

### Lecture chimérique
Une lecture est une séquence d'ADN issue d'une technologie de séquençage haut-débit. On parle de lecture chimérique ou "split read" lorsque plusieurs sous-segments de cette séquence s'alignent à des endroits multiples d'un génome de référence. Cela est généralement révélateur soit d'une erreur de séquençage, soit d'un événement réel dans l'ADN de variation structurale.
De nombreux programmes de détection des variants structuraux utilisent donc aujourd'hui ces lectures.
Certaines méthodes plus anciennes ont été conçues pour détecter les chimères, telles que : 
- la commande "CHECK_CHIMERA" du Ribosomal Database Project[7] ;
- la commande "ChimeraSlayer" dans QIIME[8],[4] ;
- la commande "uchime" dans vsearch[9] ;
- la commande "removeBimeraDenovo()" dans dada2[10] ;
- la commande "chimera.vsearch" dans mothur[11] ;
- le programme Bellerophon[12].

## Exemples
- Le premier transcrit d'ARNm isolé pour le gène humain C2orf3 faisait partie d'une chimère artificielle[13].
- On pensait que CYP2C17 était un gène humain, mais il « est maintenant considéré comme un artefact basé sur une chimère de CYP2C18 et CYP2C19. »[14]
- Des chercheurs ont créé des chimères de récepteurs au cours de leurs travaux sur l'oncostatine M[15].